# Шарово (Кировская область)
Шарово — деревня в Советском районе Кировской области в составе Родыгинского сельского поселения. 

## География
Находится на левом берегу речки Кукарка у юго-восточной окраины районного центра города Советск.

## История
Известна с 1764 года, когда здесь (починок Шаров) был учтено 41 житель. В 1873 года в починке было учтено дворов 10 и жителей 100, в 1905 26 и 173, в 1926 (уже деревня Шарово) 37 и 170, в 1950 30 и 90. В 1989 году оставалось 52 жителя. Нынешнее название утвердилось с 1926 года.

## Население
Постоянное население составляло 19 человек (русские 100%) в 2002 году, 22 в 2010.